# Brachymenium coarctatum
Brachymenium coarctatum är en bladmossart som beskrevs av Roelof Benjamin van den Bosch och Sande Lacoste 1860. Brachymenium coarctatum ingår i släktet Brachymenium och familjen Bryaceae. Inga underarter finns listade i Catalogue of Life.